# Lapptjärnarna (Hotagens socken, Jämtland, 709678-143173)
Lapptjärnarna är en sjö i Krokoms kommun i Jämtland och ingår i Indalsälvens huvudavrinningsområde.